# Carlos Ramos Rivera
Carlos Humberto Ramos Rivera (29 aprile 1958) è un ex calciatore cileno, di ruolo centrocampista.

## Carriera
Con la Nazionale cilena ha partecipato alle Olimpiadi del 1984.